# Gienierał-admirał
Gienierał Admirał (ros. «Генерал-адмирал») – rosyjska fregata pancerna zbudowana w latach 1870–1873, uważana za protoplastę klasy krążownik pancerny. Siostrzanym okrętem był „Giercog Edinburgskij” (ros. «Герцог Эдинбургский»).

## Historia
Autorem konceptu ciężko opancerzonego okrętu był wiceadmirał Andriej Aleksandrowicz Popow, stępkę pod okręt położono 15 listopada 1870, „Gienierał-admirał” był wodowany 26 września 1873 i wszedł do służby 15 marca 1875.
Najważniejszym nowatorskim rozwiązaniem zastosowanym przy budowie okrętu był gruby, 15-centymetrowy pas z kutego żelaza położony wzdłuż burt okrętu, pokrywający – w założeniu – obszar 150 cm nad linią wodną i około 60 cm poniżej linii wodnej.  W momencie jego wodowania „Gienierał-admirał” wywołał sensację w kręgach morskich i floty innych państw rozpoczęły konstrukcję podobnych jednostek ale w praktyce „Gienierał-admirał” okazał się jednostką raczej nieudaną.  Kadłub okrętu obciążony pancernym pasem był zanurzony tak głęboko, że praktycznie cały pancerz znajdował się poniżej linii wodnej, maszyny parowe o zbyt małej mocy nadawały okrętowi maksymalną prędkość tylko 12 węzłów, a wynoszący 6000 mil zasięg był zbyt krótki jak na typowe zadania krążownicze.
W 1909 „Gienierał-admirał” został przebudowany na stawiacz min i otrzymał nową nazwę „Narowa” (ros. «Нарова»), a w 1924 nazwę zmieniono na „25 Oktiabria” (ros. «25 октября»). Po 1937 okręt używany był jako pływający warsztat.  Został pocięty na złom w 1944.

## Uzbrojenie
- Jako krążownik (1875)[2][5]
  - 6x1 armat 203 mm
  - 2x1 armaty 152 mm
  - 2x1 wyrzutnie torped 381 mm
  - 4x1 armaty 4-funtowe (87 mm)[e]
  - 8x1 działek 1-funtowych (37 mm)[f]
- Jako stawiacz min[5]
  - 550 min
  - 4x1 armat 73 mm
  - 2 karabiny maszynowe

## Napęd
- Pojedyncza śruba[2][5]
- Jako krążownik – 12 kotłów, 1 maszyna parowa[2][5]
- Jako stawiacz min – 4 kotły, 1 maszyna parowa[5]

## Inne
Jednym z jego dowódców był Henryk Cywiński. W 1879 r. na okręt, udający się w podróż dookoła świata, jako najmłodszy miczman został zamustrowany znany później badacz Afryki Równikowej, Stefan Szolc-Rogoziński|.